# Pendelpfeilerbrücke
| Aufbau einer Pendelpfeilerbrücke | Aufbau einer Pendelpfeilerbrücke |
| -------------------------------- | -------------------------------- |
|                                  |                                  |
| Pendelpfeiler Fahrbahn           | Fundamente Widerlager            |

Die Pendelpfeilerbrücke ist eine Konstruktionsform von Brücken, bei der die Pfeiler gelenkig mit dem Überbau und dem Fundament verbunden sind. Die Pfeiler werden dadurch nur von Druckkräften beansprucht, während die Längskräfte, beispielsweise aus Bremsen oder Anfahren von Fahrzeugen, von dem Überbau vollständig in die Widerlager geleitet werden. Die Konstruktionsform wurde hauptsächlich um die Wende zum 20. Jahrhundert für größere Brücken angewendet und gilt heute als überholt. In Berlin kam sie bei Eisenbahnüberführungen mit der Hartungschen Säule oft zur Anwendung.
Bei frühen Brücken, die Eisen als Werkstoff für die Pfeiler verwenden, kamen einzelne Pendelsäulen zum Einsatz, welche gelenkig am Fundament und am Überbau befestigt waren. Sie kamen anfänglich nur an Stellen zur Anwendung, wo Konstruktionen mit Mauerwerkpfeilern aus Platzgründen nicht möglich waren. Die schlanken Pfeiler ließen sich zwischen den Gleisen mehrspuriger Bahnanlagen aufstellen, waren aber auch nützlich bei der Überquerung von Stadtstraßen, wo die Durchfahrt nicht durch die Größe der Pfeiler behindert wurde. Diese Konstruktionen waren aber nicht besonders steif bezüglich Querkräften und Verwindung der Fahrbahn.

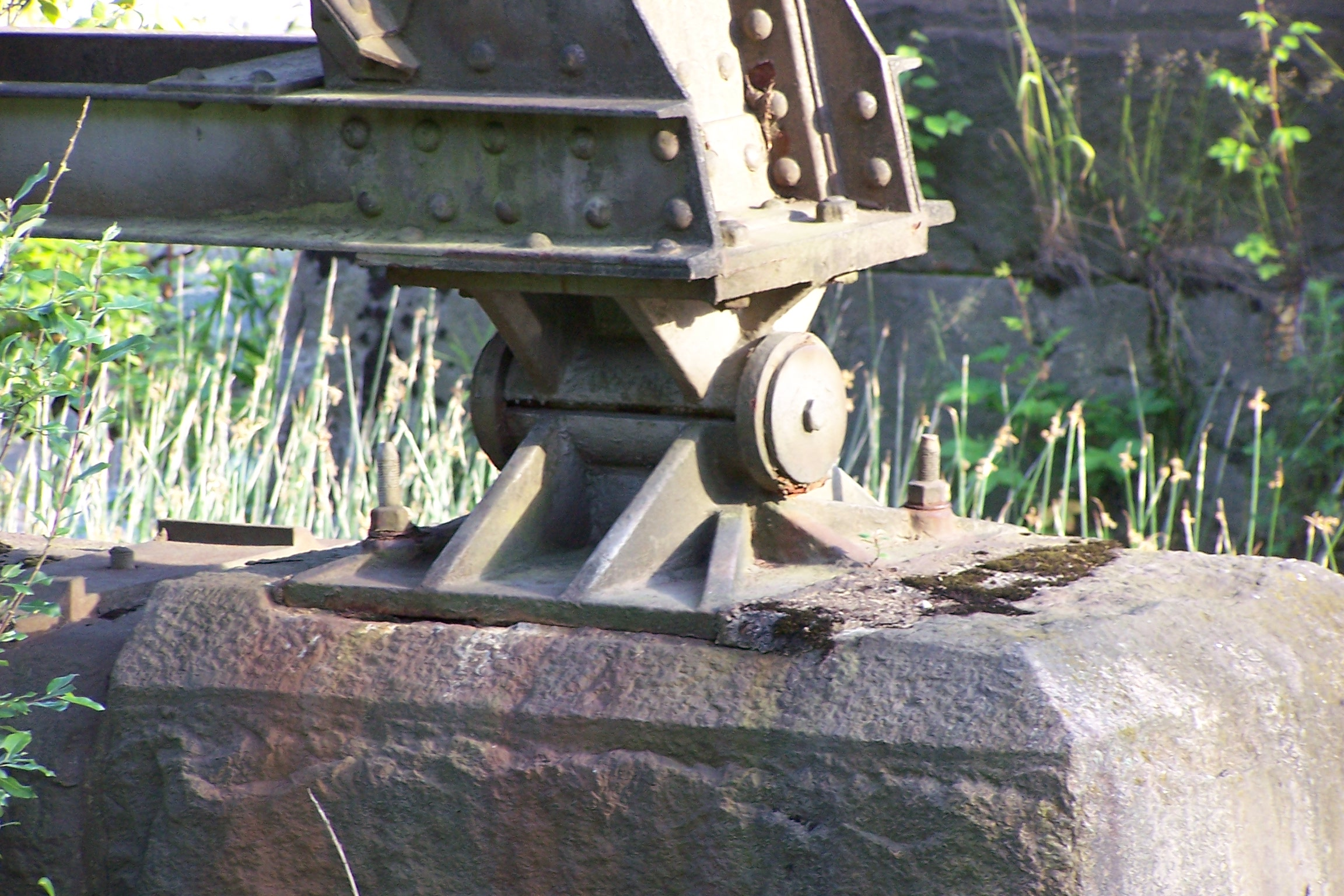
Das Gelenk am unteren Ende eines Pendelpfeilers (Hølenbrücke)

Der schwedisch-norwegische Ingenieur Axel Jacob Peterson verband die einzelnen Säulen in Querrichtung der Brücke zu sogenannten Pendelpfeilern, die auch Pendelwände oder Pendeljoche genannt werden. Die steiferen Pfeiler ermöglichen der Brücke die Verwindungskräfte und Windlasten besser aufzunehmen, so dass diese Konstruktionsform auch bei größeren Brücken verwendet werden konnte, wo der Überbau durch Verkehr und Wärmedehnung hohen Längskräften ausgesetzt ist. Weiter konnte durch die Vormontage der Pfeiler in Werkstätten die Bauzeit vor Ort verkürzt werden.
Erste Pendelpfeilerbrücken wurden beim Bau der Østfoldbanen von Axel Jacob Peterson entworfen, in Deutschland gilt der Oschütztalviadukt von Claus Koepcke als älteste Pendelpfeilerbrücke. In der Schweiz befinden sich drei sehr kurze Bauwerke auf der Berninabahn. Sie werden oft als Wildwestbrücken bezeichnet, obwohl sie keine Trestle-Brücken sind.
Nach etwa 1910 wurde die Bauform durch Brücken mit Turmpfeilern abgelöst.

## Beispiele für Pendelpfeilerbrücken
| Nr. | Name                       | Land        | Nutzung                       | Länge in Metern | Jahr der Fertigstellung | Bild | Kommentar |
| --- | -------------------------- | ----------- | ----------------------------- | --------------- | ----------------------- | ---- | --- |
| 1   | Solbergtalbrücke           | Norwegen    | Østfoldbanen                  | 143             | 1881                    |      | Älteste mit Wandpfeilern ausgeführte Brücke, die immer noch in Betrieb ist. Sie befindet sich in der Nähe der Station Tomter in der Kommune Hobøl.                                                                                               |
| 2   | Epfenhofer Viadukt         | Deutschland | Wutachtalbahn                 | 264             | 1889                    |      | Die Brücke wurde für einen zweigleisigen Überbau konzipiert, blieb aber nur eingleisig ausgebaut. |
| 3   | Norddalbrücke              | Norwegen    | Ofotbanen                     | 180             | 1902                    |      | Die Einzelteile für den Bau der Brücke durften höchstens 1.200 kg wiegen, damit sie mit der Bauseilbahn transportiert werden konnten. Die Brücke ist zurzeit nicht mehr in Betrieb.                                                              |
| 4   | Oschütztalviadukt Weida    | Deutschland | Bahnstrecke Werdau–Mehltheuer | 185             | 1884                    |      | Älteste Pendelpfeilerbrücke Deutschlands. 1884 nach Plänen des Ingenieurs Krüger unter Leitung des Sächsischen Geheimen Finanzraths Köpcke erbaut. Wird seit einer Streckenverlegung im Jahr 1982 nicht mehr benutzt, steht unter Denkmalschutz. |
| 5   | alte Argentobelbrücke      | Deutschland | Staatsstraße 1318             | 204             | 1907                    |      | 1986 durch eine Bogenbrücke ersetzt. |
| 6   | alte Prinz-Heinrich-Brücke | Deutschland | Bundesstraße 503              |                 | 1912                    |      | Die von Friedrich Voß entworfene Brücke wurde 1992 abgerissen und durch ein neues Bauwerk ersetzt. |
| 7   | Hülsbachtalbrücke          | Deutschland | Westerwaldquerbahn            | 257             | 1906                    |      | Die Brücke an einer stillgelegten Eisenbahnstrecke bei Westerburg steht unter Denkmalschutz. |
| 8   | Hølenbrücke                | Norwegen    | Østfoldbanen                  | 130,6           | 1879                    |      | Die Brücke an einem stillgelegten Teil der Østfoldbanen ist eine der ältesten Pendelpfeilerbrücken. |
| 9   | Obere Berninabachbrücke    | Schweiz     | Berninabahn                   | 31              | 1934                    |      | |
| 10  | Untere Berninabachbrücke   | Schweiz     | Berninabahn                   | 37              | 1934                    |      | Durchgehende Balkenbrücke mit Pendelstütze. Fast provisorisch wirkende Brücke, mit direkter Schienenlagerung. Bestandteil der neuen lawinensicheren Linienführung, oberhalb der Station Bernina Lagalb.                                          |
| 11  | Am See Brücke              | Schweiz     | Berninabahn                   | 46              | 1949                    |      | |